# Борово (дем Неврокоп)
Вижте пояснителната страница за други значения на Борово.
Бо̀рово или Бо̀рево (на гръцки: Ποταμοί, Потами, до 1927 година Μπόροβο) е село в Република Гърция, разположено на територията на дем Неврокоп (Неврокопи).

## География
Борово е разположено на 390 m надморска височина, в подножието на Родопите, североизточно от мястото, където река Доспат се влива в Места. Селото попада в историко-географската област Чеч. Условията са много добри за отглеждане на тютюн, а в миналото стадата овце от северните села от Чеча са зимували край селото заради по-топлия климат. Край Борово Места и Доспат се вливат в язовир Черешовско езеро.
В 1993 година на 3 km на север край река Доспат е открита пещера с огромни сталактити и сталагмити. Проучени са само първите 140 m от пещерата, в която има зали с размери 7 на 7 m, както и пещерни езера.

## История

### Етимология
Според Йордан Н. Иванов етимологията на Борово идва от личното име Боро или само от бор. Жителското име е бо̀ровя̀нин, бо̀ровя̀нка, бо̀ровя̀не; бо̀ровал̀я, бо̀ровалѝйка, бо̀ровалѝи.

### Античност
Село Борово е древно селище. През 1967 година край селото, на брега на Места, са открити керамични съдове, останки от кости, медни, сребърни и златни монети от различни епохи, върхове на стрели, ножове и други предмети от ранната и късната Бронзова епоха, както и от римско време. Край селото е намерено и съкровище, състоящо се от 860 сребърни монети на Филип II.

### В Османската империя
Селото се споменава за първо в османски подробен регистър от 1464-1465 година със 110 немюсюлмански домакинства, 11 неженени и 15 вдовици. В друг подробен регистър от 1498-1502 година в село Борово са регистрирани 119 немюсюлмански домакинства, 25 неженени и 9 вдовици. В съкратен регистър на санджаците Паша, Кюстендил, Вълчитрън, Призрен, Аладжа хисар, Херск, Изворник и Босна от 1530 година са регистрирани броят на мюсюлманите и немюсюлманите в населените места. Регистрирано е и село Борово (Порова) с мюсюлмани: 9 домакинства, неженени - 8; немюсюлмани: 98 домакинства, неженени - 14; вдовици - 15. В подробен регистър на санджака Паша от 1569-70 година е отразено данъкоплатното население на Борово както следва: мюсюлмани - 14 семейства и 18 неженени; немюсюлмани - 24 семейства, 17 неженени и 1 вдовица. В подробен регистър за събирането на данъка авариз от казата Неврокоп за 1723 година от село Борово (Борова) са зачислени 39 кьопрюджии, 25 1/2 владеещи чифт. Общо в селото има 56 мюсюлмански домакинства, като едно е на спахия на тимар. Споменатото село ремонтира и поддържа мостове през реките Кара су и Деспот. От преди е освободено от плащане на авариз.
Борово (Борова) се споменава от френския пътешественик Ами Буе, посетил Балканите в периода 1836-1838 година. Той посочва, че през Борово минава път, свърващ Доспат с Елес и Зърнево. Също така споменава, че по-рано французинът Викенел е преминал по този маршрут.
В XIX век Борово е мюсюлманско село в Неврокопска каза на Османската империя. В „Етнография на вилаетите Адрианопол, Монастир и Салоника“, издадена в Константинопол в 1878 година и отразяваща статистиката на населението от 1873 година, Борово (Borovo) е посочено като село със 110 домакинства и 280 жители помаци. Съгласно статистиката на Васил Кънчов („Македония. Етнография и статистика“) към 1900 година в Борово (Борюво) живеят 500 българи мохамедани и 250 турци в 140 къщи. Според гръцката статистика, през 1913 година в Борово (Μπόροβον, Боровон) живеят 1045 души.
Пак според Кънчов, Борово е седалище на един мюдюр за Неврокопския Чеч, който няма почти никаква власт извън селото. В целия Чеч единствено в Борово се говори на турски език, като Кънчов предполага, че това се дължи на военнослужещите от селото, които въвели езика заедно с чиновниците, но не изключва възможността в миналото край Борово да е имало военна колония. Кънчов също така посочва, че в селото има две джамии и един мектеб.

### В Гърция
През 1923 година мюсюлманското население на Борово е изселено в Турция, а след това в селото са заселени гръцки бежанци от Турция. В 1928 година в селото има 113 бежански семейства с 384 жители. През 1927 година името на селото е сменено от Борово на Потами (Ποταμοί), което в превод значи „реки“. Освен бежанците от Турция, в селото са настанени и известен брой скотовъдни семейства от влашко или каракачанско потекло, тъй като в 1928 година е със смесен местен-бежански характер.
По време на Втората световна война, след Деветосептемврийския преврат група войници от региона, предвождани от Фаик Газиев от село Абланица, е вербувана от САЩ и Гърция да саботира комунистите и да извършва разузнавателни мисии в България от гръцка територия. Село Борово е било седалище на групата.
| Име          | Име           | Ново име    | Ново име     | Описание                                          |
| ------------ | ------------- | ----------- | ------------ | ------------------------------------------------- |
| Чешми        | Τσεσμέδες     | Врисес      | Βρύσες       |                                                   |
| Страна Кърши | Στράνια Καρσι | Стратонес   | Στρατώνες    | местност на Ю от Борово                           |
| Старо Борово | Έσκή Μπόροβον | Палеопевкон | Παλαιόπευκον | местност на СЗ от Борово                          |
| Каялик       | Καγιαλίκ      | Враходес    | Βραχώδες     |                                                   |
| Нишан тепе   | Νησίαν Τεπεσί | Дидимон     | Δίδυμον      | възвишение на СЗ от Борово (578 m)                |
| Ощица        | Όστίτσα       | Стомион     | Στόμιον      | връх на СИ от Борово и на З от Ощица (700 m)      |
| Каракол      | Καρακόλι      | Филакион    | Φυλάκειον    | връх на СИ от Борово (743 m)                      |
| Терси        | Τέρσι         | Анаподон    | Άνάποδον     |                                                   |
| Картал Кая   | Καρτάλ Καγιά  | Aeтоврахос  | Άετόβραχος   | връх на С от Борово (679 m)                       |
| Суитлерия    | Σουϊτλέρια    | Итиес       | Ίτιές        | местност на СЗ от Витово                          |
| Кара тепе    | Καρά Τεπέ     | Маврокорифи | Μαυροκορυφή  | възвишение на СЗ от Витово на левия бряг на Места |
| Гьолерия     | Γκιολέρια     | Валтос      | Βάλτος       |                                                   |

| Година    | 1913 | 1920 | 1928 | 1940 | 1951 | 1961 | 1971 | 1981 | 1991 | 2001 | 2011 | 2021 |
| --------- | ---- | ---- | ---- | ---- | ---- | ---- | ---- | ---- | ---- | ---- | ---- | ---- |
| Население | 1045 | 650  | 438  | 873  | 760  | 751  | 537  | 397  | 377  | 413  | 323  | 161  |